# Osyris compressa
Osyris compressa (en anglès: Cape sumach o pruimbos) és una espècie de planta hemiparàsita facultativa, que es troba a Sud-àfrica. Fins recentment el seu nom binomial era Colpoon compressum, però cap al 2001, el gènere Colpoon va ser inclòs en Osyris.
.

## Descripció
És un arbust de fins a 5 m d'alt. Les seves fulles són oposades decussades. El fruit és una drupa amb una sola llavor.
Es troba en la regió de fynbos litoral. Es fa servir localment com planta ornamental. Proporciona un oli essencial.
La polpa dels fruits és comestible i forma part de la dieta de l'ètnia Khoikhoi..,pruimbos en Afrikaans significa "pruna de bosc". Un extracte de l'escorça de la planta s'ha usat per saboritzar el te.
Osyris compressa es pot propagar pel les llavors.